# Nina Wiktorowna Baldytschewa
Nina Wiktorowna Baldytschewa (russisch Нина Викторовна Балдычева; * 18. Juli 1947 in Trawino; Geburtsname Fjodorowa; † 27. Januar 2019 in Sankt Petersburg, Russland) war eine russische Skilangläuferin, die in den 1970er und frühen 1980er Jahren für die Sowjetunion startete.

## Werdegang
Baldytschewa hatte ihren ersten internationalen Erfolg bei den Nordischen Skiweltmeisterschaften 1970 in Vysoké Tatry. Dort gewann sie Bronze über 5 km und Gold mit der Staffel. Bei ihrer ersten Olympiateilnahme 1972 in Sapporo wurde sie Zehnte über 5 km. Im folgenden Jahr belegte sie bei den Svenska Skidspelen über 5 km und bei den Lahti Ski Games mit der Staffel jeweils den zweiten Platz. Bei den Nordischen Skiweltmeisterschaften 1974 in Falun holte sie die Goldmedaille mit der Staffel. Zudem wurde sie Fünfte über 5 km. Zwei Jahre später gewann sie bei den Olympischen Winterspielen 1976 in Innsbruck die Bronzemedaille über 5 km und die Goldmedaille mit der Staffel. Über 10 km errang sie den vierten Platz. Im März 1976 siegte sie bei den Lahti Ski Games mit der Staffel. Im Jahr 1979 kam sie bei den Svenska Skidspelen und bei den Lahti Ski Games jeweils auf den zweiten Platz mit der Staffel. Bei den Olympischen Winterspielen 1980 in Lake Placid holte sie Silber mit der Staffel. Außerdem belegte sie dort den sechsten Platz über 10 km und den fünften Rang über 5 km. Im März 1980 wurde sie bei den Nordischen Skiweltmeisterschaften 1980 in Falun Fünfte über 20 km und belegte bei den Svenska Skidspelen den zweiten Platz mit der Staffel.
Bei sowjetischen Meisterschaften siegte Baldytschewa achtmal mit der Staffel (1969–1973, 1975, 1976, 1979) und einmal über 5 km (1971).

## Erfolge

### Olympische Winterspiele
- 1976 in Innsbruck: Gold mit der Staffel, Bronze über 5 km
- 1980 in Lake Placid: Silber mit der Staffel

### Weltmeisterschaften
- 1970 in Vysoké Tatry: Gold mit der Staffel, Bronze über 5 km
- 1974 in Falun: Gold mit der Staffel